# Zach Ziemek
Zachery „Zach“ Ziemek (* 23. Februar 1993 in Elmhurst, Illinois) ist ein US-amerikanischer Leichtathlet, der sich auf den Zehnkampf spezialisiert hat. 2022 gewann er in dieser Disziplin die Bronzemedaille bei den Weltmeisterschaften in Eugene.

## Sportliche Laufbahn
Zach Ziemek wuchs in Itasca in Illinois auf und studierte von 2012 bis 2016 an der University of Wisconsin–Madison. 2015 startete er im Zehnkampf bei den Weltmeisterschaften in Peking und gelangte dort mit 8006 Punkten auf den 15. Platz. Im Jahr darauf wurde er NCAA-College-Hallenmeister im Siebenkampf und im August nahm er an den Olympischen Sommerspielen in Rio de Janeiro teil und belegte dort mit 8392 Punkten den siebten Platz im Zehnkampf. 2017 musste er seinen Wettkampf bei den Weltmeisterschaften in London vorzeitig beenden und im Jahr darauf wurde er bei den Hallenweltmeisterschaften in Birmingham mit 5941 Punkten Sechster. 2021 nahm er erneut an den Olympischen Sommerspielen in Tokio teil und gelangte dort mit 8435 Punkten auf den sechsten Platz. Im Jahr darauf gewann er bei den Weltmeisterschaften in Eugene mit neuer Bestleistung von 8676 Punkten die Bronzemedaille hinter dem Franzosen Kevin Mayer und Pierce LePage aus Kanada. 2023 musste er seinen Wettkampf bei den Weltmeisterschaften in Budapest vorzeitig beenden und im Jahr darauf wurde er bei den Olympischen Sommerspielen in Paris mit 7983 Punkten 17.
2018 wurde Ziemek US-amerikanischer Meister im Zehnkampf.

## Persönliche Bestleistungen
- Zehnkampf: 8676 Punkte, 24. Juli 2022 in Eugene
- Siebenkampf (Halle): 6173 Punkte, 12. März 2016 in Birmingham